# Вуядин Станойкович
Вуядин Станойкович (сербохорв. Vujadin Stanojković, мак. Вујадин Станојковиќ, нар. 10 вересня 1963, Куманово) — югославський та македонський футболіст, що грав на позиції захисника. По завершенні ігрової кар'єри — тренер.
Виступав, зокрема, за клуб «Партизан», а також за національні збірні Югославії та Македонії.

## Клубна кар'єра
У дорослому футболі дебютував 1985 року виступами за команду «Куманово», в якій провів один сезон, взявши участь у 18 матчах третього дивізіону чемпіонату Югославії, після чого протягом 1986—1989 років захищав кольори клубу «Вардар» (Скоп'є) у вищому дивізіоні країни.
Своєю грою за останню команду привернув увагу представників тренерського штабу столичного клубу «Партизан», до складу якого приєднався 1989 року. Відіграв за белградську команду наступні чотири сезони своєї ігрової кар'єри. Більшість часу, проведеного у складі «Партизана», був основним гравцем захисту команди. За цей час виборов титул чемпіона Югославії, а також ставав володарем Кубка та Суперкубка Югославії.
1993 року Станойкович відправився до Швеції, де до 1996 року захищав кольори клубу «Дегерфорс», а завершив ігрову кар'єру у команді «Треллеборг», за яку виступав протягом 1996—1998 років.

## Виступи за збірні
31 березня 1988 року дебютував в офіційних матчах у складі національної збірної Югославії в товариській грі проти Італії (1:1), а влітку того ж року брав участь в олімпійському турнірі, де югослави не вийшли з групи.
У складі національної збірної був учасником чемпіонату світу 1990 року в Італії. Там він зіграв у двох іграх групового етапу з Колумбією (1:0) і ОАЕ (4:1).
Надалі у складі збірної брав участь у переможному відбірковому етапі Євро-1992 і потрапив у заявку збірної на фінальний турнір, але Югославія, незважаючи на перемогу у групі, не була допущена через Югославську війну і розпад країни. В результаті останній матч Станойковича за збірну Югославії виявився останнім матчем цієї команди — це була товариська зустріч в Амстердамі зі збірною Нідерландів (0:2) 25 березня 1992 року. Загалом протягом кар'єри в національній команді СФРЮ провів у її формі 21 матчів, забивши 1 гол.
Після розпаду Югославії Станойкович виступав за збірну Македонії, зігравши у 7 іграх відбірковому етапі Євро-1996. Македонія не змогла пробитися у фінальний турнір, посівши четверте місце у своїй групі, після чого Станойкович вирішив завершити виступи за збірну.

## Кар'єра тренера
Після завершення кар'єри Станойкович обіймав посаду директора клубу «Македонія Гьорче Петров», а у 2004—2005 роках був головним тренером «Вардара». 
З серпня 2006 року по квітень 2009 року був помічником Сречко Катанця у збірній Македонії.
У 2014 році був в.о. головного тренера молодіжної збірної Македонії, а потім працював з юнацькими збірними Македонії. 

## Статистика виступів

### Статистика виступів за збірну
| Дата       | Місто       | Господарі      | Результат | Гості             | Турнір             | Голи | Примітки |
| ---------- | ----------- | -------------- | --------- | ----------------- | ------------------ | ---- | -------- |
| 31-3-1988  | Спліт       | Югославія      | 1 – 1     | Італія            | товариський матч   | -    | 81'      |
| 24-8-1988  | Люцерн      | Швейцарія      | 0 – 2     | Югославія         | товариський матч   | -    | 5'       |
| 19-10-1988 | Глазго      | Шотландія      | 1 – 1     | Югославія         | Відбір до ЧС 1990  | -    |          |
| 19-11-1988 | Белград     | Югославія      | 3 – 2     | Франція           | Відбір до ЧС 1990  | -    |          |
| 11-12-1988 | Белград     | Югославія      | 4 – 0     | Кіпр              | Відбір до ЧС 1990  | -    |          |
| 5-4-1989   | Марусі      | Греція         | 1 – 4     | Югославія         | товариський матч   | -    | 67'      |
| 29-4-1989  | Париж       | Франція        | 0 – 0     | Югославія         | Відбір до ЧС 1990  | -    |          |
| 27-5-1989  | Брюссель    | Бельгія        | 1 – 0     | Югославія         | товариський матч   | -    |          |
| 14-6-1989  | Осло        | Норвегія       | 1 – 2     | Югославія         | Відбір до ЧС 1990  | -    |          |
| 23-8-1989  | Куопіо      | Фінляндія      | 2 – 2     | Югославія         | товариський матч   | -    |          |
| 20-9-1989  | Новий Сад   | Югославія      | 3 – 0     | Греція            | товариський матч   | -    | 46'      |
| 11-10-1989 | Белград     | Югославія      | 1 – 0     | Норвегія          | Відбір до ЧС 1990  | -    | 86'      |
| 28-10-1989 | Марусі      | Кіпр           | 1 – 2     | Югославія         | товариський матч   | 1    |          |
| 14-11-1989 | Жуан-Пессоа | Бразилія       | 0 – 0     | Югославія         | товариський матч   | -    |          |
| 13-12-1989 | Лондон      | Англія         | 2 – 1     | Югославія         | товариський матч   | -    |          |
| 28-3-1990  | Лодзь       | Польща         | 0 – 0     | Югославія         | товариський матч   | -    |          |
| 14-6-1990  | Болонья     | Колумбія       | 0 – 1     | Югославія         | ЧС 1990 - 1-й етап | -    |          |
| 19-6-1990  | Болонья     | Югославія      | 4 – 1     | ОАЕ               | ЧС 1990 - 1-й етап | -    |          |
| 16-5-1991  | Белград     | Югославія      | 7 – 0     | Фарерські острови | Відбір до ЧЄ 1992  | -    |          |
| 8-8-1991   | Аоста       | Чехословаччина | 0 – 0     | Югославія         | товариський матч   | -    |          |
| 25-3-1992  | Амстердам   | Нідерланди     | 2 – 0     | Югославія         | товариський матч   | -    |          |
| Усього     |             | Матчів         | 21        |                   | Голів              | 1    |          |

| Дата       | Місто      | Господарі            | Результат | Гості                | Турнір            | Голи | Примітки |
| ---------- | ---------- | -------------------- | --------- | -------------------- | ----------------- | ---- | -------- |
| 7-9-1994   | Скоп'є     | Республіка Македонія | 1 – 1     | Данія                | Відбір до ЧЄ 1996 | -    |          |
| 12-10-1994 | Скоп'є     | Республіка Македонія | 0 – 2     | Іспанія              | Відбір до ЧЄ 1996 | -    |          |
| 16-11-1994 | Андерлехт  | Бельгія              | 1 – 1     | Республіка Македонія | Відбір до ЧЄ 1996 | -    |          |
| 17-12-1994 | Скоп'є     | Республіка Македонія | 3 – 0     | Кіпр                 | Відбір до ЧЄ 1996 | -    |          |
| 26-4-1995  | Копенгаген | Данія                | 1 – 0     | Республіка Македонія | Відбір до ЧЄ 1996 | -    |          |
| 10-5-1995  | Єреван     | Вірменія             | 2 – 2     | Республіка Македонія | Відбір до ЧЄ 1996 | -    |          |
| 7-6-1995   | Скоп'є     | Республіка Македонія | 0 – 5     | Бельгія              | Відбір до ЧЄ 1996 | -    |          |
| Усього     |            | Матчів               | 7         |                      | Голів             | 0    |          |

## Титули і досягнення
- Чемпіон Югославії (1):

«Партизан»: 1992/93
- Володар Кубка Югославії (1):

«Партизан»: 1991/92
- Володар Суперкубка Югославії (1):

«Партизан»: 1989
- Володар Кубка Швеції (1):

«Дегерфорс»: 1993